# ФК Партизан сезона 1963/64.
ФК Партизан сезона 1963/64. обухвата све резултате и остале информације везане за наступ Партизана у сезони 1963/64.

## Резултати

### Табела
| Место | Клуб       | мечева | победа | нерешених | пораза | дати голови | примљени голови | гол разлика | бодова |
| ----- | ---------- | ------ | ------ | --------- | ------ | ----------- | --------------- | ----------- | ------ |
| 4     | Сарајево   | 26     | 11     | 7         | 8      | 47          | 37              | +10         | 29     |
| 5     | Партизан   | 26     | 9      | 8         | 9      | 34          | 26              | +8          | 26     |
| 6     | Жељезничар | 22     | 8      | 10        | 8      | 37          | 43              | -6          | 26     |
| 7     | Војводина  | 26     | 9      | 6         | 11     | 34          | 31              | +1          | 24     |
| 8     | Раднички   | 26     | 10     | 4         | 12     | 33          | 34              | -1          | 24     |

| Датум               | Место                    | Гледалаца | Противник           | Резултат | Стрелци за Партизан                                                             | Такмичење              |
| 18. август 1963.    | Мостар, Југославија      | 10.000    | Вележ Мостар        | 2:1      | Ковачевић (22. пен.) Чебинац (60.)                                              | Првенство Југославије  |
| 21. август 1963.    | Београд, Југославија     |           | Вардар              | 2:2      | Ковачевић 1 Галић 1                                                             | Првенство Југославије  |
| 1. септембар 1963.  | Загреб, Југославија      | 55.000    | Динамо Загреб       | 0:1      |                                                                                 | Првенство Југославије  |
| 8. септембар 1963.  | Ријека, Југославија      | 12.000    | Ријека              | 4:2      | Бечејац (47.) Ковачевић (62, 77, 74. пен.)                                      | Првенство Југославије  |
| 11. септембар 1963. | Београд, Југославија     | 11.033    | Анортозис           | 3:0      | Ковачевић (50, 65. пен.) Галић (88.)                                            | Куп европских шампиона |
| 22. септембар 1963. | Београд, Југославија     | 30.000    | ОФК Београд         | 0:2      |                                                                                 | Првенство Југославије  |
| 29. септембар 1963. | Нови Сад, Југославија    | 20.000    | Војводина           | 3:0      | Ковачевић (19, 45.) Бечејац (79.)                                               | Првенство Југославије  |
| 1. октобар 1963.    | Фамагуста, Кипар         | 6.245     | Анортозис           | 3:1      | Галић (25.) Бајић (53.) Ковачевић (85.)                                         | Куп европских шампиона |
| 13. октобар 1963.   | Београд, Југославија     | 18.000    | Жељезничар          | 1:2      | Галић (15.)                                                                     | Првенство Југославије  |
| 20. октобар 1963.   | Сплит, Југославија       | 15.000    | Хајдук Сплит        | 0:0      |                                                                                 | Првенство Југославије  |
| 6. новембар 1963.   | Крагујевац, Југославија  |           | Раднички Крагујевац | 8:0      | Ковачевић 3 Виславски 2 Милутиновић 1 Хасанагић1 Радовић 1                      | Куп Југославије        |
| 10. новембар 1963.  | Београд, Југославија     | 8.000     | Трешњевка           | 7:0      | Ковачевић (22, 29, 59. пен. 78.) Виславски (41, 61.) Радовић (49.)              | Првенство Југославије  |
| 17. новембар 1963.  | Београд, Југославија     | 70.000    | Црвена звезда       | 0:1      |                                                                                 | Првенство Југославије  |
| 20. новембар 1963.  | Еш сир Алзет, Луксембург | 6.245     | Женес Еш            | 1:2      | Галић (33.)                                                                     | Куп европских шампиона |
| 24. новембар 1963.  | Београд, Југославија     | 45.000    | Раднички Ниш        | 3:0      | Чебинац (28.) Ковачевић (75. пен.) Милутиновић (78.)                            | Првенство Југославије  |
| 27. новембар 1963.  | Београд, Југославија     | 8.226     | Женес Еш            | 6:2      | Ковачевић (18, 39, 66, 77.) Чебинац (45.) Галић (57.)                           | Куп европских шампиона |
| 1. децембар 1963.   | Нови Сад, Југославија    | 10.000    | Нови Сад            | 1:2      | Радовић (25.)                                                                   | Првенство Југославије  |
| 8. децембар 1963.   | Београд, Југославија     | 6.000     | Сарајево            | 0:0      |                                                                                 | Првенство Југославије  |
| 26. фебруар 1964.   | Београд, Југославија     | 19.509    | Интер               | 0:2      |                                                                                 | Куп европских шампиона |
| 1. март 1964.       | Београд, Југославија     | 10.000    | Вележ Мостар        | 0:0      |                                                                                 | Првенство Југославије  |
| 4. март 1964.       | Милано, Италија          | 32.100    | Интер               | 1:2      | Бајић (68.)                                                                     | Куп европских шампиона |
| 8. март 1964.       | Скопље, Југославија      | 25.000    | Вардар              | 1:0      | Пирмајер (63.)                                                                  | Првенство Југославије  |
| 15. март 1964.      | Београд, Југославија     | 20.000    | Динамо Загреб       | 1:1      | Пирмајер (71.)                                                                  | Првенство Југославије  |
| 22. март 1964.      | Београд, Југославија     | 12.000    | Ријека              | 0:1      |                                                                                 | Првенство Југославије  |
| 29. март 1964.      | Београд, Југославија     | 12.000    | ОФК Београд         | 1:1      | Виславски (18.)                                                                 | Првенство Југославије  |
| 4. април 1964.      | Београд, Југославија     | 20.000    | Војводина           | 3:1      | Галић (42.) Ковачевић (75.) Виславски (87.)                                     | Првенство Југославије  |
| 12. април 1964.     | Сарајево, Југославија    | 25.000    | Жељезничар          | 0:0      |                                                                                 | Првенство Југославије  |
| 19. април 1964.     | Београд, Југославија     | 40.000    | Хајдук Сплит        | 3:0      | Радовић (13.) Ковачевић (46.) Галић (56.)                                       | Првенство Југославије  |
| 22. април 1964.     | Ниш, Југославија         | 15.000    | Раднички Ниш        | 7:2      | Пирмајер (4.) Чебинац (60, 65, 80.) Ковачевић (67.) Галић (69.) Виславски (89.) | Куп Југославије        |
| 26. април 1964.     | Загреб, Југославија      | 6.000     | Трешњевка           | 0:0      |                                                                                 | Првенство Југославије  |
| 29. април 1964.     | Београд, Југославија     | 15.000    | Будућност           | 3:2      | Галић (38, 64.) Чебинац (39.)                                                   | Куп Југославије        |
| 3. мај 1964.        | Београд, Југославија     | 50.000    | Црвена звезда       | 0:2      |                                                                                 | Првенство Југославије  |
| 20. мај 1964.       | Загреб, Југославија      | 35.000    | Динамо Загреб       | 2:7      | Михајловић (14.) Ковачевић (28. пен.)                                           | Куп Југославије        |
| 31. мај 1964.       | Ниш, Југославија         | 15.000    | Раднички Ниш        | 1:4      | Ковачевић (3.)                                                                  | Првенство Југославије  |
| 6. јун 1964.        | Београд, Југославија     | 10.000    | Нови Сад            | 1:0      | Ковачевић (64.)                                                                 | Првенство Југославије  |
| 14. јун 1964.       | Сарајево, Југославија    | 8.000     | Сарајево            | 0:3      |                                                                                 | Првенство Југославије  |

### Пријатељске утакмице
| Датум            | Место                     | Противник           | Резултат | Стрелци за Партизан                             |
| 7. август 1963.  | Штутгарт, Западна Немачка | Штутгарт            | 1:1      | ?                                               |
| 25. август 1963. | Казабланка, Мароко        | Монако              | 4:4      | ?                                               |
| 26. август 1963. | Казабланка, Мароко        | Реал Сарагоса       | 4:2      | Галић (40, 117.) Јовановић (77.) Бечејац (115.) |
| 4. јануар 1964.  | Лима, Перу                | Алијанца Лима       | 1:3      | Бечејац (30.)                                   |
| 9. јануар 1964.  | Лима, Перу                | Депортиво Мунисипал | 3:1      | Михајловић (15, 30.) Ковачевић (38.)            |
| 16. јануар 1964. | Мексико Сити, Мексико     | Некакса             | 1:0      | Михајловић (21.)                                |
| 23. јануар 1964. | Мексико Сити, Мексико     | Америка             | 1:3      | Хасанагић (72.)                                 |
| 30. јануар 1964. | Мексико Сити, Мексико     | Гвадалахара         | 1:4      | Хасанагић (7.)                                  |
| 2. фебруар 1964. | Мексико Сити, Мексико     | Сао Пауло           | 3:1      | Виславски 2 Такач 1                             |
| 9. фебруар 1964. | Мексико Сити, Мексико     | Селекција Москве    | 1:1      | Такач 1                                         |